# 영업계수
영업계수(operating ratio)는 수익의 백분율로 나타낸 기업의 영업 비용이다. 철도 등 백분율을 많이 차지하는 소득이 운영 유지에 필요한 산업에는 재무비율이 흔히 사용된다. 철도 산업에서는 영업계수가 100 미만이면 흑자, 100 이상이면 적자이다.

## 개요
영업 비율은 순매출액 대비 영업 비용을 비교하여 기업 경영의 효율성을 결정하는 데 사용할 수 있다. 운영비를 순매출액으로 나누어 계산한다. 비율이 작을수록 조직의 수익창출 능력이 높아진다. 이 비율은 확장이나 부채 상환을 고려하지 않는다.
또는 비용 대비 매출의 비율로 표현할 수도 있다. 이 경우 비율이 높을수록 수익창출 능력이 향상된다.

## 산정근거
어느 묶음으로 계산하든, 영업계수의 산출에 있어서는 다음과 같은 요소를 합산해 수입·지출을 계산하고, 그 후 지출을 수입으로 나누어 영업계수를 구한다. 기본적으로는 일반 회계학에서 사용되고 있는 개념을 응용한 것이다.

### 수익
1. 영업수익
```
(1)여객 수익
* 일반 여객 - 
ITX-새마을
, 
무궁화호
, 
KTX
, 광역전철
* 건설 여객 - 군인 수송등
* 정기 여객 - 정기권 승객
(2)소화물 수익
(3)화물 수익
(4)기타수송 수익
```

2. 지원 수익
3. 영업외 수익
```
(1)임대 수익
(2)시설물 수익
(3)광고 수익
(4)이자 수익
(5)기타 잡수익
```

4. 경상외수익
```
(1)자산처분이익
(2)기타경상외수익
```

### 비용
1. 영업 비용
```
(1)
인건비

(2)경비: 사업운영비, 복리후생비, 보상금, 지급
이자
, 기타수용비
(3)자산관련 경비: 보수비, 
감가상각비
, 동력비(
연료
,전력비), 공공요금, 기타유지비
```

2. 경상외 비용
```
(1)자산처분손
(2)자산제각손
(3)기타경상외비용
```

## 대한민국의 현황
시내버스회사나, 고속버스회사에서도 이용하고 있으며, 이들 역시 위와 비슷한 이유로 이용하며 비공개로 만들어 지고 있다.
철도의 경우, 대한민국 철도청 시절에는 2004년말 폐지 직전까지 공개한 내용은 다음과 같다.(단위: 억원)
| 구분     | 1998년  | 1999년  | 2000년  | 2001년  | 2002년  | 2003년  |
| -------- | ------- | ------- | ------- | ------- | ------- | ------- |
| 수입     | 15,836  | 15,969  | 18,643  | 19,811  | 20,392  | 21,539  |
| 원가     | 19,937  | 19,193  | 21,052  | 22,349  | 23,645  | 26,013  |
| 손익     | (4,101) | (3,224) | (2,409) | (2,538) | (3,253) | (4,474) |
| 영업계수 | 125.9   | 120.2   | 112.9   | 112.8   | 115.9   | 120.8   |

2005년 철도공사로 전환된 이후에는 영업비밀이라고 해서 비공개하다가 국회의 국정감사나 언론에 노선별 영업계수를 공개한다. 이유는 정부나 지자체 보조금 지원요청이 목적이다.